# ناخالصی‌های آلیاژ آلومینیوم
ناخالصی آلیاژ آلومینیوم (به انگلیسی: aluminium alloy inclusions) یک ذره (participle) جامد در حالت مایع آلیاژ آلومینیوم (Aluminium alloy) است. ناخالصی معمولاً غیر فلزی است و بسته به منبع آن می‌تواند ماهیت متفاوتی داشته باشد.
ناخالصی هر گونه بی نظمی قابل مشاهده که به وسیله چشم غیر مسلح یا با استفاده از ابزارهایی همانند لوپ یا میکروسکوپ قابل رویت باشد را می‌گویند. «ناخالصی» می‌تواند عنصری مانند کریستال‌های معدنی جامد یا مایعی باشد که حفره (Cavity) را پر نموده یا ممکن است حفره ای پر نشده، شکستگی یا خطوط رشدی (Growth Zoning) باشد.

## مشکلات مرتبط با ناخالصی‌ها
وقتی اندازه ناخالصی‌ها بزرگ و غلظت آن‌ها زیاد می‌شود مشکلاتی در ریخته‌گری (casting) ایجاد می‌کنند و مشکلات مرتبط با ناخالصی‌ها عبارتند از:
- ایجاد سوراخ‌هایی در فویل سنج سبک (Pinholes in light gauge foil)
- ترک‌های فلنج در ظروف نوشیدنی (Flange cracks in Beverage containers)
- شکست در عملکرد کشش سیم (Breakage in wire drawing operation)
- افزایش سایش و پارگی ابزار(Increased tool wear and tear)
- افزایش تخلخل (Increased porosity)
- ماشینکاری ضعیف (Poor machinability)
- کاهش زیبایی در سطح قطعه(Cosmetic defect in apparent surfaces)

## انواع ناخالصی

### اکسیدآلومینیوم (آلومینا) (Al2O3)
در دمای محیط، آلومینیوم مایع با اکسیژن هوا واکنش می‌دهد و یک لایه اکسید فیلم یا (Al2O3) روی سطح آلومینیوم تشکیل می‌شود این لایه اکسید با گذشت زمان ضخامت آن بیشتر می‌شود و زمانی که مذاب آلومینیوم دچار اعوجاج می‌شود (هم زده می‌شود) این لایه اکسید آلومینیوم درون مذاب حل می‌شود.

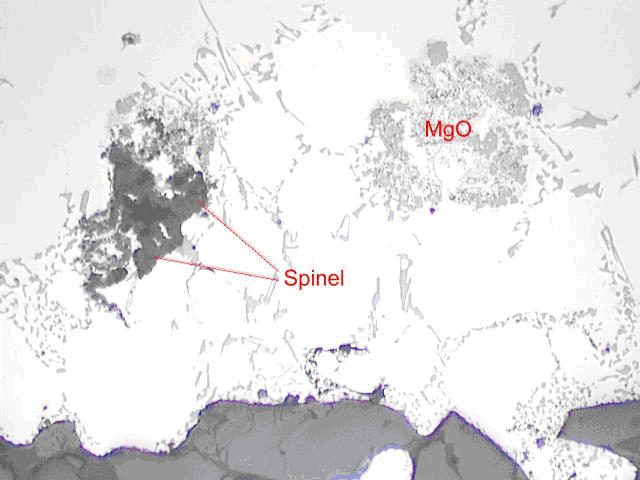
ناخالصی‌های اسپینل و اکسید منیزیم توسط روش PoDFA زیر میکروسکوپ دیده شده‌است

### کاربیدالومینیوم (Al4C3)
در تولید اولیه آلومینیوم ،کاربیدهای آلومینیومی از کاهش آلومینا (Al2O3) ایجاد می‌شوند زمانی که آندها و کاتدهای کربنی در تماس با هم مخلوط می‌شوند. بعد از این فرایند، هرگونه ابزار کربنی در تماس با آلومینیوم مایع می‌تواند واکنش دهد و باعث ایجاد کاربید شود.

### منیزیم اکسید (MgO)
درآلیاژهای آلومینیوم منیزیم، منیزیم اکسید (MgO) و اسپینل متالوژیکی تشکیل می‌شود. این مواد از واکنش بین منیزیم و اکسیژن موجود در مذاب حاصل می‌شوند. تعداد بیشتری از آنها با زمان و دما تشکیل می‌شوند. اسپینل بسیار مضر است برای اینکه بسیار بزرگ و سختی خیلی بالایی دارد.

### مواد نسوز
ذرات مواد نسوز در تماس با آلومینیوم می‌توانند جدا شوند و به ناخالصی تبدیل شوند. بعداز مدتی تماس مواد نسوز با آلومینیوم ناخالصی‌های گرافیت (C)، ناخاصی‌های آلومینا و … را تشکیل می‌دهند. نسوز گرافیت در تماس با آلومینیوم واکنش خواهد داد و آلومینیوم کاربید (Al4C3) را تشکیل می‌دهد (که ناخالصی آلومینیوم کاربید سختر و بسیار مضرتر از از گرافیت است).
آلیاژ آلومینیوم شامل منیزیم است، منیزیم با برخی از مواد نسوز واکنش نشان می‌دهد و ناخالصی‌های نسبتاً بزرگ و سخت مشابه اسپینل‌ها ایجاد شود.
از تخریب مواد نسوز که در تماس با ذوب هستند ذرات نسوز بدون واکنش منشأ می‌گیرند.

### کاربیدها
ناخالصی‌های کاربید مثل (MgCl2, NaCl, CaCl2, …) یک نوع خاص از ناخالصی هستند که در حالت مایع در فلز مایع آلومینیوم تشکیل می‌شوند. زمانی که آلومینیوم شروع به سرد شدن می‌کند آن‌ها حفره‌های کروی شبیه به تخلخل گاز هیدروژن تشکیل می‌دهند. اما حفره شامل کریستال کاربید است که وقتی آلومینیوم سردتر می‌شود تشکیل می‌شود.

### نمک سرباره
نمک سریاره، مانند کلریدها جزء ناخالصی‌های مایع هستند. آنها از شار حرارتی بوجود می‌آیند که برای تمیز کردن به ذوب اضافه می‌شوند.

### ناخالص‌هایی که عمداً اضافه می‌شوند
تیتانوم بوربید (TiB2)، فسفر و بورون عمداً به واکنش اضافه می‌شوند
تیتانیوم بورید برای بهبود دانه عمداً به مذاب آلومینیوم اضافه می‌شود تا خواص مکانیکی را بهبود دهد.
فسفر برای اصلاح فاز سیلیکون به منظور خواص مکانیکی بهتر به آلیاژهای هایپریوتکتیک ذوب اضافه می‌شود. این باعث ایجاد ناخاصی‌های AlP می‌شود.
ناخالصی‌های بورون از تیتانیوم یا وانادیوم بورید ((Ti, V)B2) تشکیل می‌شود زمانی که بورون به مذاب اضافه می‌شود باعث افزایش هدایت رسوب‌های وانادیوم و تیتانیوم می‌شود.

### ناخالص‌ها با فراوانی کمتر
ناخالصی‌هایی که کمتر در منیزیم یافت می‌شوند: آلومبنیوم کسید نیترید (Al2O3)، نیترید (AlN)، اکسیدآهن (FeO)، منیزیم اکسید (MnO)، فلوئورید (Na3AlF6, NaF, CaF2, …)، آلومینیوم بورید (AlB2, AlB12) و بورکارباید (Al4C4B).
خاکستر استخوان (Ca3(PO4)2) گاهی اوقات به ترک‌های لکه دار در فرورفتگی اضافه می‌شود می‌تواند در مذاب به عنوان ناخالصی یافت شود.

## اندازه‌گیری ناخالصی‌ها
روش‌های مختلفی برای اندازه‌گیری مقدار ناخالصی در آلومینیوم مایع وجود دارد. اکثر روش‌های معمول برای اندازه‌گیری نابجایی PoDFA , Prefil , K-Mold و LiMCA است. اندازه‌گیری ناخالصی‌ها بزرگترین کمک برای فهمیدن اثر آماده‌سازی کره، آلیاژها، مخلوط مردن مواد اولیه، زمان انجام فرایند و پارامترهای مشابه روی تمیزی مذاب دارد.

### PoFDA
روش PoDFA اطلاعاتی در مورد ترکیب و غلظت ناخالصی‌های موجود در آلومینیوم مذاب ارائه می‌دهد. PoDFA به‌طور گسترده‌ای برای توصیف فرایند و بهینه‌سازی و همچنین بهبود محصول مورد استفاده قرار می‌گیرد. این روش باسرعت و بادقت ارزیابی می‌کند برای اثرات عملکردهای مختلف روی پاکیزگی فلز ویا بهره‌وری فیلتر را شناسایی می‌کند.
روش PoDFA توسط Rio Tinto Alcan در رهه ۷۰ توسعه پید کرد. روش آنالیز متالوگرافی PoDFA از سال‌ها یش روی طیف گسترده‌ای از آلیاژها بهینه شده‌است.
اصل اندازه‌گیری نابجایی‌ها در این روش (PoDFA): یک مقدار از پیش تعیین شده آلومینیوم مایع تحت شرایط کنترل شده با استفاده از یک فیلتر بامنفذهای خیلی ریز فیلتر می‌شود. ناخالصی‌ها داخل مذاب آلومینیوم روی سطح فیلتر درحدود ۱۰۰۰۰ مقدار متمرکز می‌شوند. سپس فیلتر به همراه فلز باقیمانده بریده می‌شود فیلتر به همراه فلز ابتدا مانت و پولیش می‌شود و بعد زیر یک میکروسکوپ نوری قرارمی گیرد تا توسط یک متالوگرافی آموزش دیده PoDFA مورد تجزیه و تحلیل قرار بگیرد.

### Prefil

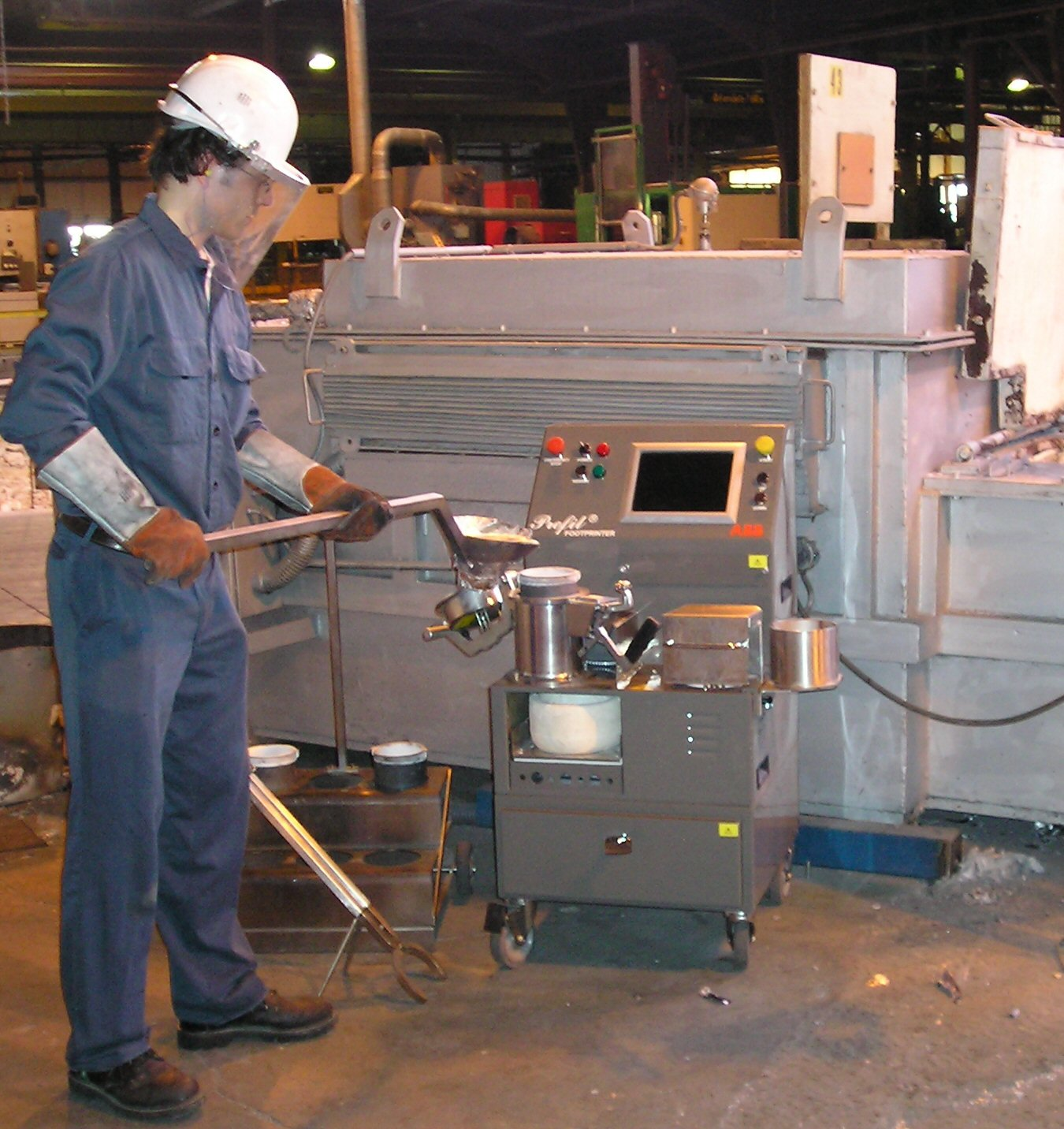
فیلتراسیون فشار تحلیل کننده ذوب: Preil-Footprinter برای اندازه‌گیری ناخالصی‌ها در آلومینیوم مایع

روش prefil شبیه روش PoDFA است، اما علاوه بر آنالیز متالوگرافی، درروش Prefil همچنین یک بازخورد (feedback) سریع درمورد تمیزی فلز وقتی که فلز از فیلتر عبور می‌کند ارائه می‌دهد. برای اینکه همه چیز در مورد فیلتر کردن فلز به خوبی کنترل می‌شود (از جمله دما، فشار و …)، تنها پارامتر مؤثر بر روی سرعت فیلتراسیون، مقدار ناخالصی‌ها است. می‌توان سطح پاکیزگی در این روش را از منحنی فیلتراسیون تعیین کرد (که منحنی فیتراسیون در این روش وزن فلز فیلتر شده را بعنوان تابعی از زمان نشان می‌دهد).

### K-Mold
روش K-Mold یکی از روش‌های شکست است. فلز مایع درون قالب که دارای شکاف است ریخته‌گری می‌شود. بعد از جامد سازی، شمش خم می‌شود تا سطح شکسته شده قطعه در اثر خم شدن معلوم شود. برای محاسبه تعداد ناخالصی‌ها از چشم روی سطح شکسته شده استفاده می‌شود تا مقدار K (K-valve) برای مذاب مشخص شود و با استاندارد از قبل تعیین شده مقایسه می‌شود. این روش نسبتاً نادرست و غیردقیق است (به دلیل اینکه از چشم برای تخمین ناخالصی‌ها استفاده می‌شود) و بنابراین تنها درصورتی مناسب است که فلز دارای ناخالصی‌های بزرگ و ناخالصی‌های دسته ای باشد.

### LiMCA
روش LiMCA غلطت کلی را اندازه می‌گیرد و توزیع اندازه ناخالص‌ها را در آلیاژ آلومینیوم نشان می‌دهد. اصل اندازه‌گیری ناخالصی‌ها در این روش هدفمند و اپراتور در تعیین نتایج دخالتی ندارد (این روش مستقل از کاربر است). سیستم LiMCA CM می‌تواند پاکیزکی مذاب را در فواصل زمانی به ترتیب درهر یک دقیقه مشخص کند یا گزارش دهد (در هر یک دقیقه پاکیزکی مذاب را می‌تواند گزارش می‌دهد). بنابراین این روش می‌تواند در زمان واقعی ، تکامل پاکیزگی در طول فرایند ریخته‌گری را بعنوان تابعی از پارامترهای فرایند و شیوه ذوب کردن راکنترل کند.
قلب سیستم اندازه‌گیری LiMCA از یک لوله شیشه ای بسته (ماده عایق حرارتی) تشکیل شده‌است که دراری روزنه کوچک در انتهای لوله است. لوله در فلز مایع قرارگرفته است. با ایجاد خلاء داخل لوله، فلز با ناخالصی‌های معلق از طریق روزنه کوچک انتهای لوله شناسایی می‌شوند. در این روش دو الکترود نیاز است: یکی از الکترودها درون لوله و دیگری بیرون لوله قرار می‌گیرد. هر دو الکترود در فلز مایع غوطه ور هستند. یک جریان الکتریکی ثابت بین دو الکترود اعمال می‌شود و جریان توسط فلز مایع توسط روزنه کوچک در لوله جریان می‌یابد. زمانی که ناخالصی‌ها وارد روزنه کوچک می‌شوند این مقدار مایعات رسانا را جابجا می‌کند و مقاومت الکتریکی مایعات را به‌طور موقت بالا می‌برند و افزایش مقاومت الکتریکی باعث تولید ولتاژ می‌شود. مقدار پالس ولتاژ تابعی از حجم ذره در فیلتراست و مدت زمان اعمال پالس وابسته زمان عیور ناخالصی‌ها از روزنه کوچک است.
پالس ولتاژ تقویت شده‌است و دامنه آن به صورت دیجیتال اندازه‌گیری می‌شود. توزیع اندازه نابجایی‌ها و غلظت کلی آن‌ها در زمان واقعی (در هر یک دقیقه) در صفحه رایانه نمایش داده می‌شود.

## حذف ناخالصی‌ها
برای به دست آوردن یک محصول با کیفیت خوب، حذف نابجایی‌ها ضروری است. فیلتراسیون فلز مایع از طریق یک محیط سرامیکی روشی مؤثر برای تمیز کردن فلز است. انواع مختلفی از رسانه‌های سرامیکی که در خط تولید کارخانه‌های ذوب ریزی استفاده می‌شوند عبارتند از: فیلترهای فومی سرامیکی، فیلترهای لوله متخلخل (پرمنفذ)، فیلترهای سرامیکی باند شده و فیلترهای بستر عمیق هستند.